# I Know You Want Me (Calle Ocho)
«I Know You Want Me (Calle Ocho)» es una canción del cantante Pitbull, lanzado como segundo sencillo de su álbum Rebelution. La canción está basada en «75, Brazil Street», de Nicola Fasano vs Pat Rich, que a su vez muestra «Street Player» por Chicago. El título es una referencia a la calle de Miami Calle Ocho.
La canción se estrenó en la estación de radio de Miami WPOW. También fue presentado en Dance Central, un video juego de baile en Xbox 360. Recibió una nominación Latin Rhythm Airplay Song of the Year en los 2010 Latin Billboard Music Awards.

## Antecedentes
Pitbull afirmó: «La idea realmente viene de un dominicano, El Cata, y el otro es Omega. Los dos son grandiosos en el mambo dominicano. Así que ‘El Cata’ grabó una canción, jugando y cantando, ‘I know you want me.’ Me gustó la canción y le pregunté, ‘Hey, dejame grabar esto.’ El ni sabía que esa canción se iba a pegar tanto. Le di un porcentaje por esto, la saqué, ahora el hombre está feliz y con ansias de que saque otra canción de el» .

## Estructura de la música
"I Know You Want Me (Calle Ocho)" es un ritmo sincopado hip hop surco con voz clara en el coro y un pop Hook, mientras que la combinación de sintetizadores con una música tribal. La canción se encuentra en compás de 4/4 con un tempo de 120 pulsos por minuto y está escrito en la tonalidad de re menor. El rango vocal del cantante se extiende desde Do. La canción es un remix de "75, calle Brasil" por Nicola Fasano Vs. Pat Rich, que a su vez muestras de "Street Player" de  Chicago. Para el lanzamiento de Pitbull, la muestra de "Street Player" se repitió por Mark Summers en Scorccio Muestra Repeticiones.

## Recepción y crítica
Billboard.com, editor Michael Menachem dio el único una reseña favorable: "Pitbull distribuye algunas de la Pequeña Habana a la escena del club con "I Know You Want Me (Calle Ocho). El engranaje inteligente de reguetón con música de baile Euro señales de lo que parece ser un éxito multiformato. En el fondo es una guitarra acústica y un ritmo candente, con cuernos en caliente en forma de una muestra que sólo sigue dando: Chicago "Street Player", que apareció en el techno 90 hit "La Bomba" por la Bucketheads. radios tradicionales perdidas en las ediciones anteriores único Pitbull's "Krazy", con Lil Jon, pero "Calle Ocho" ya está en la mitad superior de la Billboard Hot 100, y la temperatura en la calle y en los clubes va en aumento".
Fraser McAlpine de la BBC también la apoyaba. Dijo que iba a ser sexy dado lo Pitbull realizado los versos, pero es divertido y "más gigglesome de wrigglesome ', y se preguntó si sus efectos pueden variar entre los oyentes de diferentes géneros: ((cita | 1 =" No saber si tiene un efecto diferente en las señoras, pero estoy básicamente bien con un bombea versión de baile de una pieza muy conocida de la música, con un hombre extraño en la parte superior a gritar acerca de cómo se le despertó y, ocasionalmente, contando con los dedos ".
Digital Spy, editor de Alex Fletcher dio un examen menos favorable de lo valorado que una de cada cinco estrellas y comentó acerca de los intentos de Pitbull en la fusión de géneros: " 'I Know You Want Me' ... lo encuentra tratando de la mano en la última moda del hip-hop - mezcla de rap y Eurodance. Con la muestra-a-metal de muerte de calles de Chicago " Player 'y el estribillo lujurioso "Yo sé que me quieres, tú sabes que te quiero", este tema no parece que puede hundir mucho más baja. Pero luego que sí. Pitbull comienza a rapear en español ("Que Bola Cata? Que Omega bolá? "), se jacta de tener una niña en la bañera de su" ", y de alguna manera se las arregla para deslizarse en una canción acerca de Alfred Hitchcock. Incluso cinco cócteles pecera y una fiesta de la espuma no podía hacer soportable esta tontería.

## Vídeo musical
El vídeo musical oficial de la canción fue lanzado el 9 de marzo de 2009, por Ultra Records en YouTube. El vídeo está dirigido por David Rousseau y ha sido visto más de 215.674.521 de veces en YouTube. Es el video clip más visto del año 2009 en dicha página.

## Rendimiento en las listas
«I Know You Want Me» es el primer sencillo de Pitbull que ha consechado éxito a nivel internacional. El único que hasta ahora alcanzó el puesto número dos en el Billboard Hot 100 en los EE.UU., el más famoso hasta la fecha y su segundo top 10. También alcanzó el número uno en los conteos de Francia, España, Chile y Argentina y el puesto cuatro en la radio Top 40 Mainstream. En el Reino Unido el sencillo debutó en el número 53, elevándose hasta el puesto 4 en las siguientes semanas. Es el primer Top 5 de Pitbull en ese país.
La canción también alcanzó el número 7 en Australia, por lo que es su primera canción en golpear el Top 10, mientras que en España alcanzó la primera casilla y ha sido certificado tres veces platino con ventas de más de 120.000 unidades.
En Nueva Zelanda, la canción alcanzó el número #3 y fue certificado de oro, vendiendo más de 7.500 ejemplares.
En Argentina vendió más de 45.000 ejemplares, y llegó al puesto número uno en la semana del 13 de diciembre, gracias a las veces que la radio tocaba la canción, las ventas digitales y la importancia que los medios de comunicación le dieron (siendo un tema sello del multimillonario Ricardo Fort, persona mediática que estaba haciendo furor en Argentina).

## Lista de canciones

### Digital sola descarga
1. "I Know You Want Me (Calle Ocho)" - 4:07

### iTunes EP
1. "I Know You Want Me (Calle Ocho)" [Más Inglés Radio Edit] - 3:40
2. "I Know You Want Me (Calle Ocho)" [Radio Edit] - 4:04
3. "I Know You Want Me (Calle Ocho)" [Más Inglés Mix] - 3:03
4. "I Know You Want Me (Calle Ocho)" [Más Inglés Extended Mix] - 4:26

### Promo CD
1. "I Know You Want Me [Calle Ocho]" (Radio Edit Cold) - 03:40
2. "I Know You Want Me [Calle Ocho]" (Radio Edit Fade) - 04:04
3. "I Know You Want Me [Calle Ocho]" (Versión Spanish Bridge) - 03:03
4. "I Know You Want Me [Calle Ocho]" (More English Extended Mix) - 03:49
5. "I Know You Want Me [Calle Ocho]" (Extended Mix) - 04:26
6. "I Know You Want Me [Calle Ocho]" (Extended Instrumental Mix) - 06:04

## Posicionamiento
| Listas (2009)                    | Posiciones position |
| -------------------------------- | ------------------- |
| Argentina Top 100                | 1                   |
| Australian Singles Chart         | 6                   |
| Austrian Singles Chart           | 3                   |
| Belgian Singles Chart (Flanders) | 1                   |
| Belgian Singles Chart (Wallonia) | 2                   |
| Brasil Hot 100                   | 20                  |
| Canadian Hot 100                 | 2                   |
| Chile Top 100                    | 1                   |
| Danish Singles Chart             | 6                   |
| Dutch Top 40                     | 1                   |
| Eurochart Hot 100 Singles        | 1                   |
| Finnish Singles Chart            | 2                   |
| French Singles Chart             | 1                   |
| German Singles Chart             | 8                   |
| Irish Singles Chart              | 5                   |
| Italian Singles Chart            | 6                   |
| New Zealand Singles Chart        | 3                   |
| Norwegian Singles Chart          | 5                   |
| Perú Top 20 Ranking              | 1                   |
| Top 100 Ranking del 2009         | 4                   |
| Romanian Top 100                 | 1                   |
| Spanish Singles Chart            | 1                   |
| Swedish Singles Chart            | 3                   |
| Swiss Singles Chart              | 2                   |
| Turkey Top 20 Chart              | 1                   |
| UK Singles Chart                 | 4                   |
| U.S. Billboard Hot 100           | 2                   |
| U.S. Billboard Hot Latin Songs   | 6                   |
| U.S. Billboard Hot Rap Tracks    | 4                   |
| U.S. Billboard Pop 100           | 2                   |

## Sucesiones
| Predecesor: "Besos mojados" de Wisin & Yandel "El embrujo" de Américo y La Nueva Alegría | Chile Top 100 — Sencillo N° 1 29 de agosto de 2009 — 18 de septiembre de 2009 3 de octubre de 2009 — 30 de octubre de 2009 | Sucesor: "El embrujo" de Américo y La Nueva Alegría "I Gotta Feeling" de Black Eyed Peas |
| Predecesor: "Looking for paradise" de Alejandro Sanz y Alicia Keys                       | Argentina Top 100 - Sencillo N° 1 13 de diciembre de 2009 — 13 de febrero de 2010                                          | Sucesor: "Colgando en tus manos" de Carlos Baute con Marta Sánchez                       |